# Pascagoula (Mississippi)
|  | Dieser Artikel wurde aufgrund von inhaltlichen Mängeln auf der Qualitätssicherungsseite des Projektes USA eingetragen. Hilf mit, die Qualität dieses Artikels auf ein akzeptables Niveau zu bringen, und beteilige dich an der Diskussion! Eine nähere Beschreibung der zu behebenden Mängel fehlt. |

Pascagoula ist eine Stadt und Verwaltungssitz des Jackson County, Mississippi in den Vereinigten Staaten. Pascagoula ist der Hauptort der nach ihr benannten Metropolregion Gulfport–Biloxi–Pascagoula. Bei der Volkszählung im Jahr 2020 hatte Pascagoula 22.010 Einwohner.
Pascagoula ist eine der bedeutendsten Industriestädte an der Golfküste von Mississippi. Vor dem Zweiten Weltkrieg war die Stadt ein verschlafener Fischerort mit etwa 5000 Einwohnern. Die Bevölkerungszahl explodierte förmlich mit der kriegsbedingten Ansiedlung der Schiffbauindustrie. Obwohl es zunächst schien, als ob das Wachstum der Stadt in den späten 1970er und frühen 1980er Jahren an seinem Gipfel angelangt wäre, als die Rüstungsausgaben des Kalten Kriegs ihre Spitze erreichten, konnte Pascagoula neues Wachstum und weitere Entwicklung in den Jahren vor dem Hurrikan Katrina verzeichnen. In Pascagoula ist der Sitz des größten Arbeitgebers von Mississippi, Ingalls Shipbuilding, einer Werft, die zu Northrop Grumman Ship Systems gehört. Andere bedeutende Industriebetriebe sind eine der größten Raffinerien von Chevron in den USA, Signal International, ein Hersteller von Bohr- und Förderplattformen, und der Düngemittelhersteller Mississippi Phosphates.
Die früher auf einer Insel in der Mündung des Pascagoula River befindliche Werft der United States Navy wurde im Jahr 2006 geschlossen.

## Demografie
Nach der Schätzung von 2019 leben in Pascagoula 22.392 Menschen. Die Bevölkerung teilte sich im selben Jahr auf in 57,1 % Weiße, 35,1 % Afroamerikaner, 1,5 % amerikanische Ureinwohner, 0,5 % Asiaten und 1,5 % mit zwei oder mehr Ethnizitäten. Hispanics oder Latinos aller Ethnien machten 13,0 % der Bevölkerung aus. Das mittlere Haushaltseinkommen lag bei 39.887 US-Dollar und die Armutsquote bei 25,7 %.

## Söhne und Töchter der Stadt
- Jimmy Buffett (1946–2023), Country- und Pop-Sänger
- Margie Joseph (* 1950), Soul- und R&B-Sängerin
- Tony Dees (* 1963), Hürdensprinter
- Sarah Thomas (* 1973), NFL-Schiedsrichterin
- Erica Ellyson (* 1984), Softcore-Model und Schauspielerin